# Arothron manilensis
Arothron manilensis är en fiskart som först beskrevs av Marion de Procé 1822.  Arothron manilensis ingår i släktet Arothron och familjen blåsfiskar. Inga underarter finns listade i Catalogue of Life.